# Tomás Bermúdez
Tomás Bermúdez fue un médico y cirujano español del siglo xix.

## Biografía
Discípulo de la escuela de Madrid, licenciado en medicina en 1803 y en cirugía médica doce años después, fue discípulo de Louis Proust, Cristiano Herrgen y José Mariano Mociño, sustituyó en la cátedra al último y estudió con el primero cinco años. Ganó la plaza hidrológica de El Molar, era perito en lenguas, en ciencias físico-químicas y en zoología; fue propuesto por el gobierno para viajes científicos por el extranjero y perteneció a la Real Academia Médica Matritense, a la de Barcelona y fue secretario del Colegio de Cirugía de San Carlos.